# 多重彩
多重彩（英語：Mark Six）是香港於1975年至1976年間唯一的合法彩票，後被六合彩取代。

## 歷史
1970年代初，香港民間盛行大量的非法字花賭博，故香港政府決定設立合法的彩票以作打擊。1975年，香港獎券管理局正式成立，並於同年9月5日下午六點五十分第一次開彩，之後逢星期五舉行一次。首期多重彩並無人中頭獎，二獎有1人中獎，獎金61,000港元，三獎19人中獎，獎金每人4,860港元；第二期才有人中獎，獎金約155,000港元。
由於多重彩中獎難度高，不受市民歡迎，終於在1976年7月6日停辦。獎券管理局改為推出另一種玩法的彩票，中文名稱改為「六合彩」（英文名稱則沿用Mark Six）。

## 中獎方法
多重彩共有14個數字，中獎方法如下：
| 獎   | 中獎組合              | 機會率                                  |
| ---- | --------------------- | --------------------------------------- |
| 頭獎 | 順序選出6個號碼       | 1 ÷ 14P6 = 2,162,160分之一              |
| 二獎 | 順序選出首5個號碼     | (1 ÷ 14P5) - (1 ÷ 14P6) = 270,270分之一 |
| 三獎 | 選出任何次序的6個號碼 | (1 ÷ 14C6) - (1 ÷ 14P5) ≈ 3,041分之一   |

多重彩每注投注額港幣10元，於當時已是頗高的金額，但頭獎獎金往往只有十多萬至廿多萬，與中獎機會嚴重不成比例，令多重彩不受市民歡迎。